# Utilita Arena (Newcastle upon Tyne)
L'Utilita Arena (già Metro Radio Arena Newcastle) è un palazzetto da 11.000 posti a sedere di Newcastle upon Tyne, nel Regno Unito.

## Storia
L'ex membro della band The Animals, Chas Chandler, ed il suo socio in affari Nigel Stanger promossero e contribuirono alla realizzazione dell'arena. Venne inaugurato nel novembre 1995 con un incontro di pallacanestro e il 7 dicembre successivo vi fu organizzato un concerto di David Bowie.

## Sponsorizzazione
Attualmente è sponsorizzato dalla radio commerciale locale Metro Radio. In passato è stato sponsorizzato anche da Telewest, e di conseguenza chiamato Telewest Arena, fino al gennaio 2004. SMG Europe possiede e gestisce l'impianto dal 2000.

## Eventi sportivi
L'Arena ospita le partite casalinghe dei Newcastle Eagles di basket e dei Newcastle Vipers di hockey su ghiaccio. Attualmente è il più grande palazzetto della British Basketball League.
Ha ospitato l'edizione 2003 di Insurrextion ed altri eventi della World Wrestling Entertainment, spesso con il tutto esaurito. Qui è inoltre in programma una tappa del DX Invasion Tour, per il 6 novembre 2009.
La Ultimate Fighting Championship ha portato qui il suo evento UFC 80 il 19 gennaio 2008.

## Eventi musicali
Il palazzetto ha anche ospitato concerti di numerosi artisti musicali, fra cui: Iron Maiden, Anastacia, Beyoncé, Alexandra Burke, Shontelle, Maxïmo Park, AC/DC, Metallica, The Corrs, The Killers, Genesis, Kylie Minogue, Shayne Ward, McFly, Meat Loaf, Donny Osmond, Gwen Stefani, Destiny's Child, Michael Bublé, The Who, Girls Aloud, Diana Ross, Justin Timberlake, Cascada, Sugababes, Westlife, Rihanna, Ciara, Cliff Richard, Christina Aguilera, Muse, Pink, Tom Jones, Will Young, Guns N' Roses, Kelly Clarkson, Rod Stewart, Oasis, Queen + Paul Rodgers, Green Day, Busted, Elton John, Enrique Iglesias, Alesha Dixon, Sting, Beach Boys, Lionel Richie, Shania Twain, Gareth Gates, Atomic Kitten, Ozzy Osbourne, Ronan Keating, Foo Fighters, Barry Manilow, Lady Gaga, Pussycat Dolls, Robbie Williams, Bob Dylan, Take That, Boyzone, Luciano Pavarotti, B*Witched, My Chemical Romance, Kanye West, Slipknot, Scissor Sisters, Kaiser Chiefs, Ne-Yo, Nickelback.